# Wesley Clark
Wesley Kanne Clark (Chicago, 23. prosinca 1944.) je umirovljeni general vojske Sjedinjenih Američkih Država.
Kao zapovjednik savezničkih snaga NATO-a u Europi od 1997. do 2000. godine, Clark je zapovjedao Operacijom Saveznička sila za vrijeme kosovskog rata. Bio je kandidat za predsjedničku nominaciju Demokratske stranke u Americi 2004. godine, ali se povukao iz trke 11. veljače. Tečno govori 4 jezika, uključujući španjolski i ruski.
Otpušten je prijevremeno s položaja glavnozapovijedajućeg NATO-vih snaga za Europu. Između ostalog, razlog za to bilo je i njegovo naređenje britanskom general-pukovniku Mikeu Jacksonu, u tijeku operacije zauzimanja prištinskog aerodroma za vrijeme NATO-vog napada na SR Jugoslaviju 1999., za napad na tamo stacionirane ruske trupe. General Jackson je to naređenje odbio i time spriječio sukob širih razmjera.
Prema izjavama ruskog generala Leonida Ivašova na Haaškom tribunalu pri suđenju Slobodanu Miloševiću, Clark je odbijao sve ponude Rusije u pravcu deeskalacije na Kosovu i još 1997. vršio pripreme za napad na SR Jugoslaviju, djelomično u suradnji s albanskom vojnom organizacijom OVK.
Postoje dvije ulice u svijetu koje se zovu po Wesleyju Clarku. Jedna je u Prištini, koja je dobila to ime od većinskog albanskog stanovništva u tom gradu zbog Clarkovih napora da se protjera srpska vojska s Kosova. Druga ulica je u Alabami, SAD.